# 那落迦

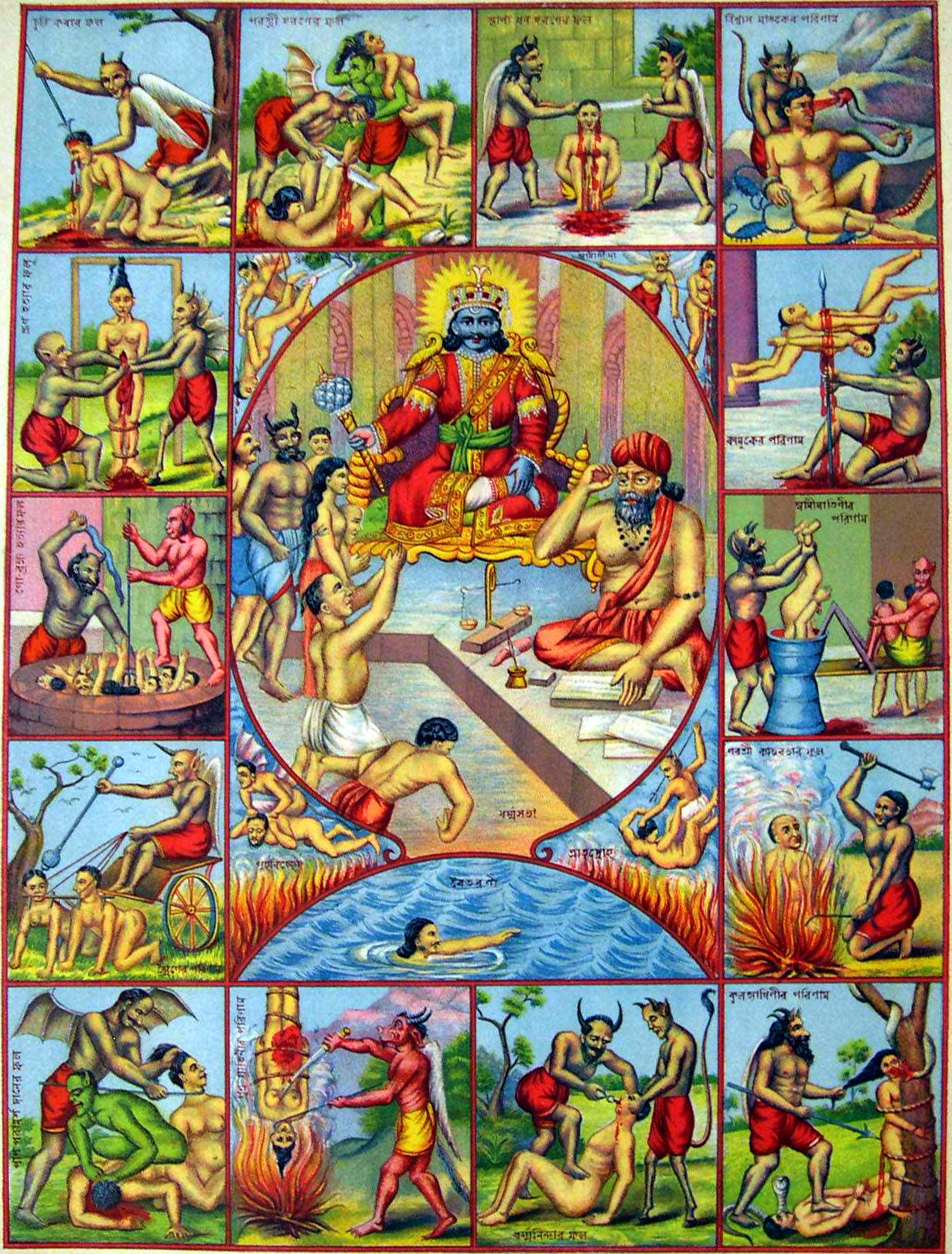
印度教的地獄，中間坐者為閻摩

那落迦（Nāraka），又譯為奈落，在印度神話中是陰間的名稱。在印度教、佛教、耆那教以及錫克教中，那落迦都被當成是死者受到酷刑的地方，也就是地獄。

## 佛教傳說
梵語Naraka音譯為那落迦，指地獄。梵語Nāraka也音譯為那落迦，指地獄的眾生。